# Köpenhamnstolkningen

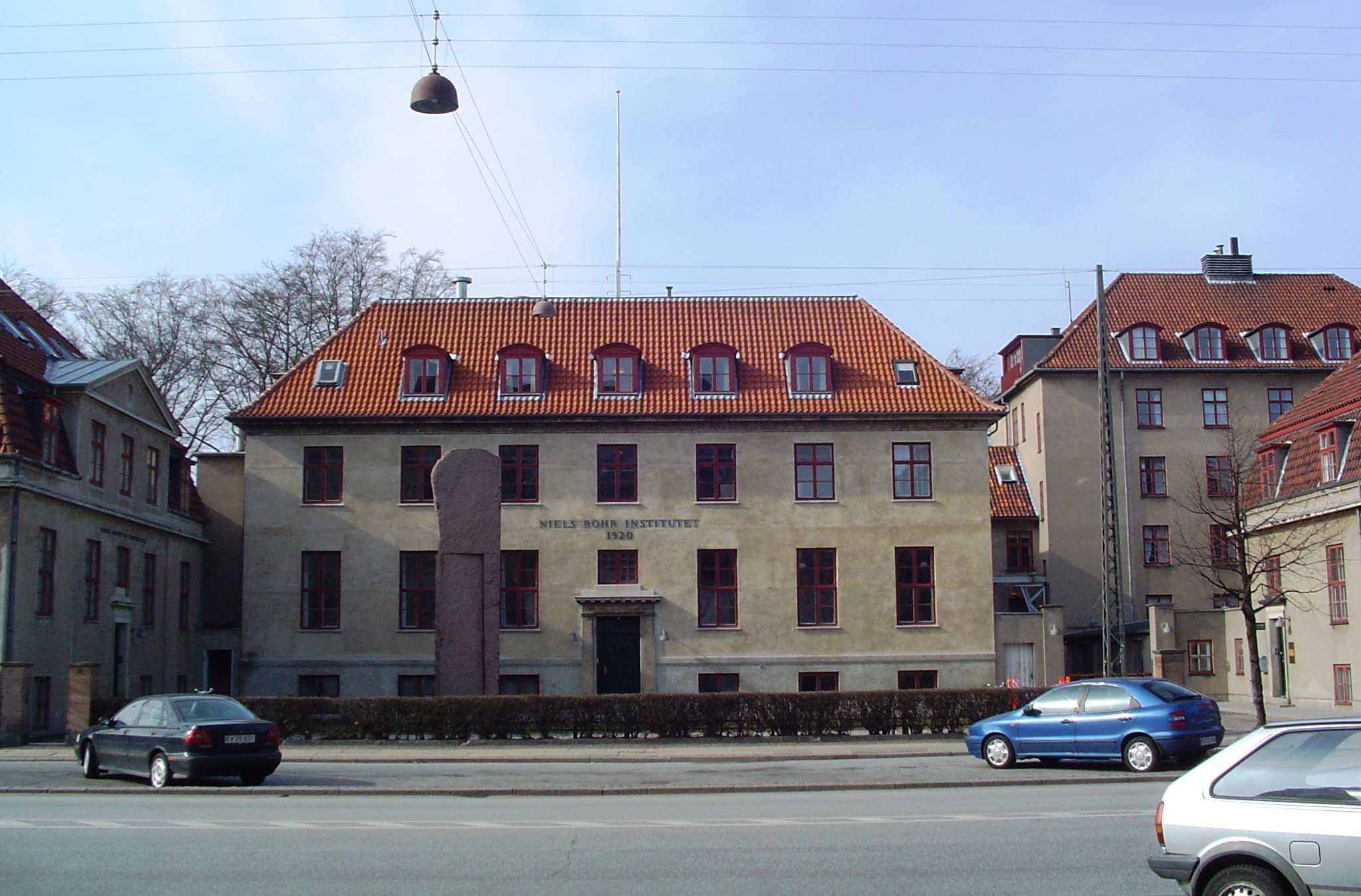
Niels Bohr-institutet i Köpenhamn där Bohr, Heisenberg och flera andra av Köpenhamnstolkningens upphovsmän arbetade

Köpenhamnstolkningen är en samlingsbeteckning för de tolkningar av kvantmekaniken som växte fram i slutet av 1920-talet. De hade viktiga gemensamma drag men det fanns också skillnader. Bland förgrundsgestalterna brukar nämnas Niels Bohr och Werner Heisenberg. Bohr levde och verkade i Köpenhamn där han ledde ett institut för teoretisk fysik och flera andra viktiga kvantteoretiker var gästforskare vid institutet, bland dem Heisenberg, Wolfgang Pauli och Paul Dirac. Köpenhamnstolkningen blev snabbt dominerande men det fanns och finns också andra synsätt.

## Historik
På 1920-talet gjordes avgörande framsteg inom kvantfysiken. Werner Heisenberg lade 1925 fram sin matristeori. 1926 kom Erwin Schrödinger med sin vågekvation, Schrödingerekvationen. Heisenberg och Schrödinger uttryckte samma sak men på olika sätt. Båda versionerna gjorde anspråk på att vara ”fullständiga”, de sade allt som gick att säga om ett kvantmekaniskt system, exempelvis en väteatom. Max Born visade 1926 att Schrödingerekvationen gav ett sannolikhetsmått för ett visst utfall av ett experiment. Heisenberg använde matristeorin för att komma fram till sin osäkerhetsprincip 1926. 
16 september 1927 höll Bohr ett anförande vid en konferens för fysiker i Como i Italien. Det var här som han för första gången offentligt drog upp riktlinjerna för sitt nya begrepp komplementaritet. Efteråt redogjorde han för Heisenbergs osäkerhetsprincip och mätningens roll inom kvantteorin. Han sydde ihop dessa element med Max Borns sannolikhetstolkning av Schrödingers vågekvation. Vid Solvaykonferensen i Bryssel i oktober 1927 vann Bohrs, Heisenbergs med fleras tolkning allmän acceptans. Föreningen av dessa idéer kom senare att kallas Köpenhamnstolkningen.

## Köpenhamnstolkningen
Schrödingerekvationen och Heisenbergs matristeori är rena formalistiska eller matematiska konstruktioner. De behöver därför tolkas eller översättas för att de ska kunna användas vid fysikaliska experiment och för att man ska kunna göra sig en mental bild av vad som händer. Det är dock viktigt att poängtera att denna bild inte är ”verkligheten”. 
Det finns olika åsikter om vad Köpenhamnstolkningen ”egentligen” innebär. Det har bland annat hävdats att det som idag kallas Köpenhamnstolkningen egentligen är Heisenbergs syn på kvantmekaniken. De olika upphovsmännen var i vart fall inte eniga om allt. Några grundsatser som de flesta ställde upp på är dock:
- Bohrs korrespondensprincip innebär att kvantmekanikens lagar och ekvationer överensstämmer med den klassiska fysikens när inflytandet av Plancks konstant är försumbart.
- Heisenbergs osäkerhetsrelation innebär att det finns fysikaliska storheter som är parvis relaterade på ett sätt som gör att båda inte samtidigt är exakt bestämda. (Om man exempelvis mäter en elektrons position och rörelsemängd måste osäkerheten i den ena mätningen multiplicerad med osäkerheten i den andra vara minst Plancks konstant dividerad med 4π  eller annorlunda uttryckt {\displaystyle \Delta x\ \Delta p\geq {\frac {\hbar }{2}}})
- Borns sannolikhetstolkning av Schrödingerekvationen.
- Bohrs princip om komplementaritet innebär att ljus och materia uppträder antingen som en partikel eller som en vågrörelse beroende på hur man gör sin observation.
- Vågfunktionens kollaps innebär exempelvis att en elektron mellan två mätningar inte har någon annan existens än som vågfunktionens olika abstrakta möjligheter. När en mätning görs ”kollapsar” vågfunktionen så att ett av de möjliga tillstånden blir ”verkligt”.

Denna uttolkning av kvantmekaniken fick snabb spridning bland tidens fysiker även om det fanns kritiker och även om själva benämningen ”Köpenhamnstolkningen” är av senare datum. Förutom rent fysikaliska argument fanns det tre ”sociologiska” skäl till dess framgång: (1) Bohr och hans institut i Köpenhamn åtnjöt mycket stor prestige bland världens fysiker, (2) Flera av de unga fysiker som forskat vid Bohrs institut fick egna professurer vid stora universitet, (3) Även om dessa fysikers åsikter kunde skiljas åt i detaljer höll de utåt en enad front.

## Benämningen ”Köpenhamnstolkningen”
1930 gav Werner Heisenberg ut boken The Physical Principles of the Quantum Theory, där han använder uttrycket ”the Copenhagen spirit of quantum theory”. Även termen ”Köpenhamnstolkningen” myntades troligen av Heisenberg men det skedde inte förrän 1955 i ett läge när den etablerade tolkningen av kvantmekaniken utmanades från olika håll av fysiker som David Bohm och andra.

## Kritiker
Bland kritikerna fanns Albert Einstein och Erwin Schrödinger. Båda hade lämnat avgörande bidrag till kvantfysiken men kunde inte acceptera Köpenhamnstolkningen av densamma. 
Einstein och senare David Bohm menade att det kunde finnas dolda variabler och att Schrödingerekvationen och därmed även Köpenhamnstolkningen inte var fullständig. Tillsammans med Boris Podolsky och Nathan Rosen konstruerade Einstein 1935 ett tankeexperiment för att illustrera detta, EPR-paradoxen. John Bell vidareutvecklade på 1960-talet tankegångarna och visade hur de praktiskt skulle kunna testas. Alain Aspect genomförde experimentet 1980 och kunde vederlägga Einstein, Podolsky och Rosen.
Schrödinger kunde inte acceptera Borns sannolikhetstolkning av vågfunktionen eftersom den stred mot idén om absolut kausalitet i naturen.
På 1950- och 1960-talen kom ett annat slag av kritik från vetenskapsteoretiker som Paul Feyerabend och Thomas Kuhn. Där Bohr med flera såg Köpenhamnstolkningen som en generalisering av den klassiska fysiken (korrespondensprincipen) talade Feyerabend och Kuhn om att en modell av verkligheten ersattes av en annan (paradigmskifte).
På 1950-talet kom även en radikalt annorlunda tolkning av den kvantmekaniska formalismen, Hugh Everetts flervärldstolkning.